# Jay Pharoah
Jay Pharoah est un humoriste, acteur et rappeur américain né le 14 octobre 1987 à Chesapeake en Virginie.

## Filmographie

### Cinéma
- 2012 : Lola Versus : Randy
- 2013 : Underdogs : un annonceur
- 2014 : Mise à l'épreuve : Runflat
- 2014 : Intramural : Dan
- 2014 : Top Five : Mike
- 2016 : Get a Job : Skeezy D
- 2016 : Tous en scène : le grand-père de Meena
- 2017 : The Adventures of Drunky
- 2018 : Paranoïa (Unsane) de Steven Soderbergh : Nate Hoffman
- 2020 : 2 minutes of fame : Deandre
- 2021 : "Resort to Love"
- 2022 : The Blackening de Tim Story

### Télévision
- 2010-2016 : Saturday Night Live : Kanye West, Barack Obama, Ben Carson, Tupac Shakur, Shaquille O'Neal et autres personnages (130 épisodes)
- 2011 : The Cookout 2 : Eddie O
- 2013 : Above Average Music Videos : Thomas
- 2013 : Above Average Presents : Thomas
- 2014 : Portlandia : Jay-Z
- 2015 : Notary Publix
- 2016 : Legends of Chamberlain Heights (10 épisodes)
- 2017 : White Famous

### Jeu vidéo
- 2016 : Call of Duty: Infinite Warfare : Andre